# Mantinos
Mantinos ist ein Ort und eine nordspanische Gemeinde (municipio) mit 145 Einwohnern (Stand: 2024) in der Provinz Palencia der Autonomen Gemeinschaft Kastilien-León. 

## Lage und Klima
Mantinos liegt in der altkastilischen Meseta in einer Höhe von ca. 1150 m. Die Provinzhauptstadt Palencia befindet sich gut 100 km (Fahrtstrecke) südsüdöstlich. Das Klima im Winter ist kühl, im Sommer dagegen trotz der Höhenlage gemäßigt bis warm; Niederschläge (ca. 808 mm/Jahr) fallen überwiegend im Winterhalbjahr.

## Bevölkerungsentwicklung
| Jahr      | 1970 | 1981 | 1991 | 2001 | 2011 | 2021 |
| Einwohner | 366  | 312  | 221  | 177  | 158  | 140  |

## Sehenswürdigkeiten

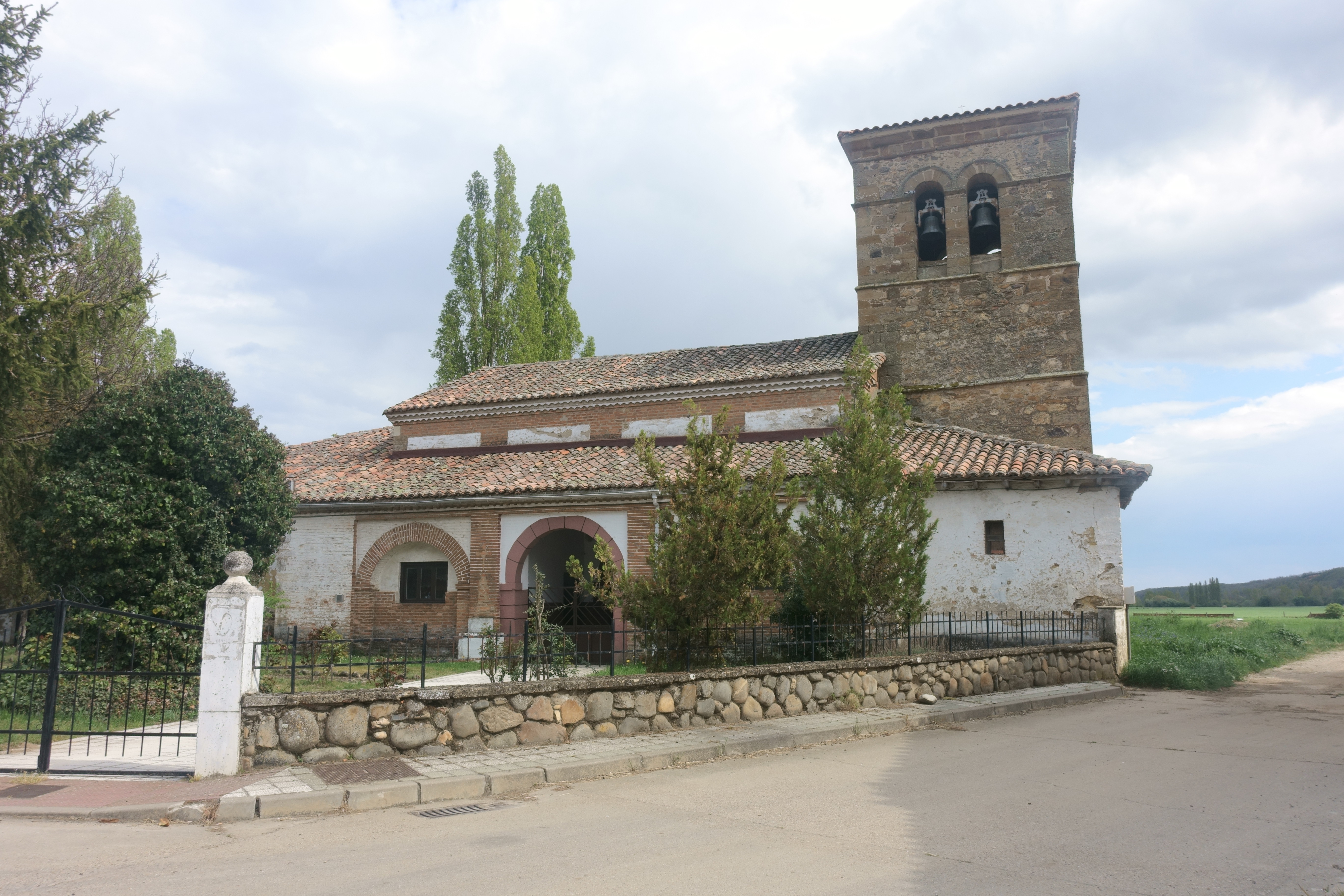
Andreaskirche
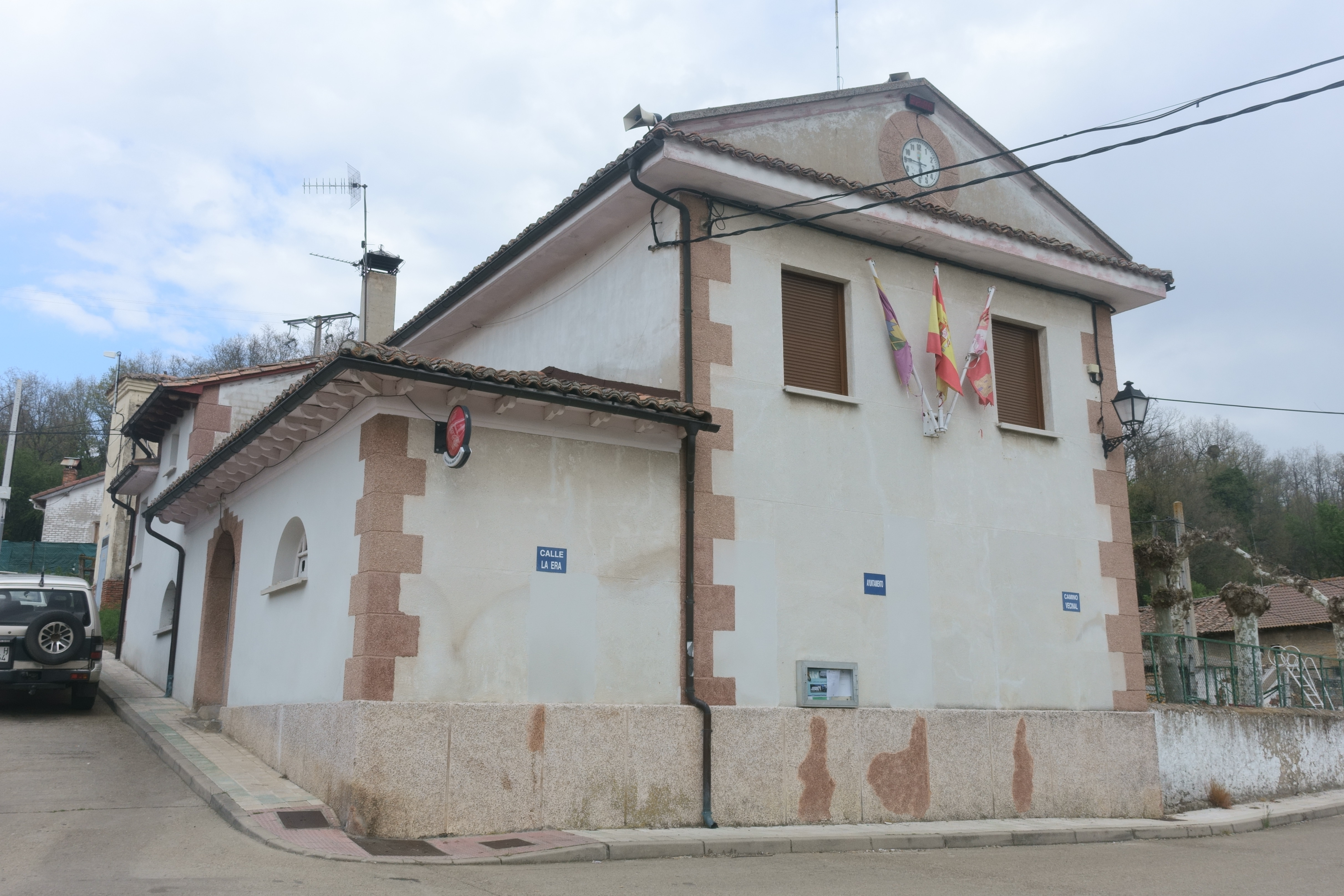
Rathaus

- Andreaskirche
- Rathaus